# Sveučilište u Heidelbergu
Sveučilište u Heidelbergu, službeno i Sveučilište Ruprecht Karl Heidelberg, najstarije je sveučilište u Njemačkoj i iza Bečkog sveučilišta, drugo najstarije sveučilište u zemljama njemačkog govornog područja. Osnovano je 1386. godine na poticaj pape Urbana VI. kao treće sveučilište u tadašnjem Svetom Rimskom Carstvu. ↓b1 Na njemu su djelovali brojni ugledni mislioci i znanstvenici, među kojima i Georg Wilhelm Friedrich Hegel.
Od 1899. godine na sveučilištu studiraju i žene. Sastoji se od 12 fakulteta s oko 100 preddiplomskih, diplomskih i poslijediplomskih studija. Podijeljeno je na tri kampusa: fakulteti humanističkih znanosti pretežno su smješteni u heidelberškom starom gradu, prirodnih znanosti i medicine u gradskom naselju Neuenheimer Feld na sjevernoj obali rijeke Neckar, a društvenih znanosti u predgrađu. Veći broj studija predaje se i na engleskom jeziku, jer 20 % svih studenata čine strani studenti iz oko 130 zemalja.
Svake godine na sveučilištu se obrani prosječno 1000 doktorata, od čega trećina onih stranih studenata. Na sveučilištu je studiralo, radilo ili predavalo 56 nobelovaca. Ubraja se među najbolja europska sveučilišta ↓b2, ima naslov Njemačkog sveučilišta izvrsnosti i jedno je od osnivača Lige europskih istraživačkih sveučilišta i Grupe Coimbra. Članica je Udruženja sveučilišta Europe (EUA-e) i njemačkog sveučilišnog udruženja U-15.